# Muerte del lecho lésbico
La muerte del lecho lésbico (en inglés: Lesbian bed death) es un mito popular que sostiene que las parejas de lesbianas en relaciones comprometidas tienen menos sexo que otros tipos de parejas a medida que la relación se prolonga, y generalmente experimentan menos intimidad sexual como consecuencia. También puede definirse como una disminución en la actividad sexual que ocurre dos años después de iniciada una relación lésbica a largo plazo.
El concepto se basa en una investigación de 1983 realizada por el psicólogo social Philip Blumstein y la socióloga Pepper Schwartz, publicada en American Couples: Money, Work, Sex, que encontró que las parejas de lesbianas reportaron números más bajos al responder la pregunta: «¿Aproximadamente con qué frecuencia durante el último año tú y tu pareja han tenido relaciones sexuales?» La investigación ha sido criticada por su metodología y porque la actividad sexual disminuye para todas las parejas a largo plazo, independientemente de su orientación sexual. Por lo tanto, los análisis del concepto lo han considerado un mito popular.

## Origen del término

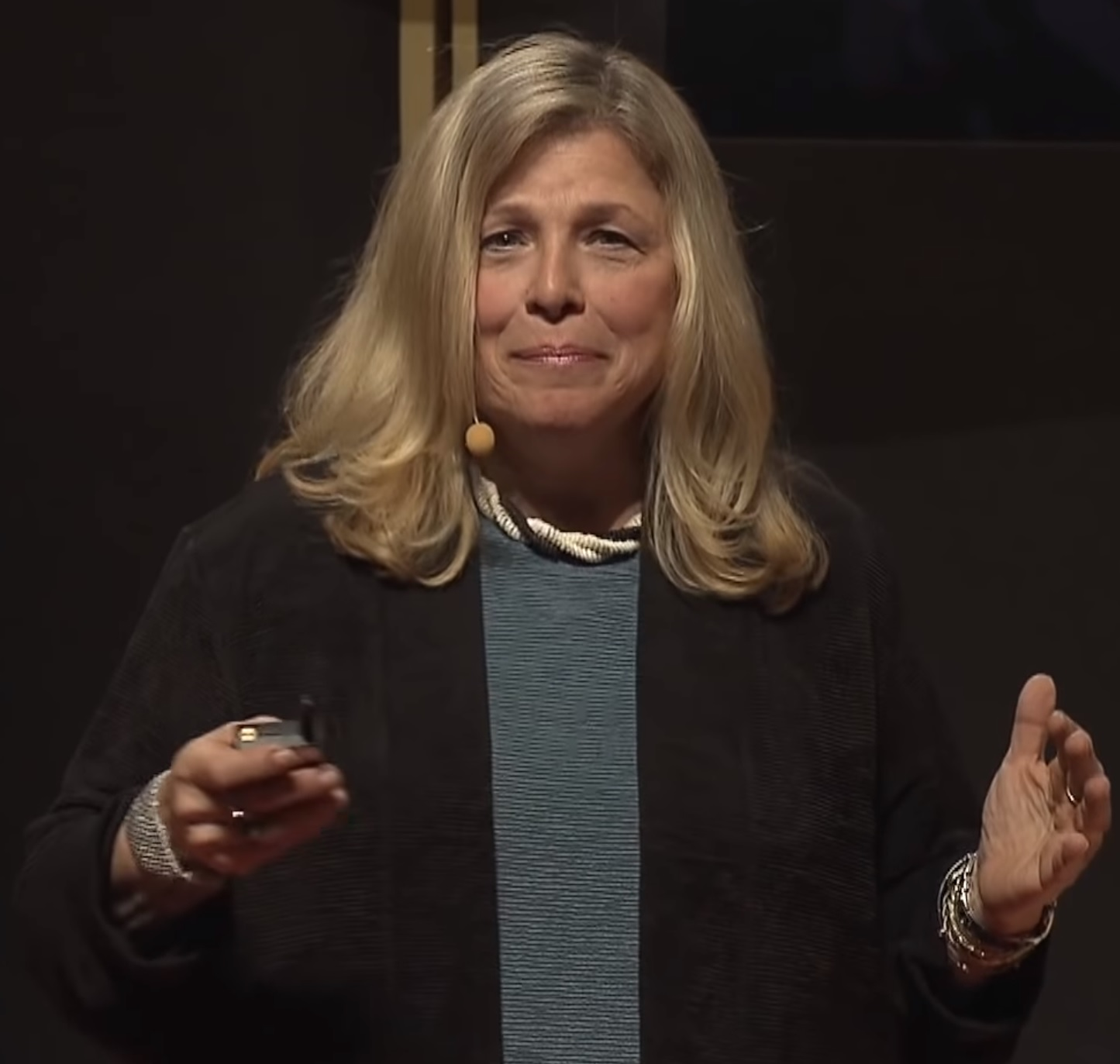
Pepper Schwartz en TEDxRainier (2011).

Se atribuye a Pepper Schwartz la creación del término «muerte del lecho lésbico». El historiador John D'Emilio escuchó a la activista lésbica Jade McGleughlin usar el término en un discurso en el «Foro sobre Sexo y Política» celebrado en la Universidad George Washington durante la Segunda marcha nacional sobre Washington por los derechos de lesbianas y gais de 1987, lo que la psicóloga y terapeuta sexual Suzanne Iasenza cree que fue la primera vez que se pronunció públicamente.

## Investigación

### Hallazgos de Blumstein y Schwartz
A inicios de la década de 1980, Philip Blumstein y Pepper Schwartz realizaron una encuesta sobre relaciones en Estados Unidos, patrocinada por la Fundación Russell Sage y la Fundación Nacional de Ciencias. El cuestionario abarcó varios aspectos de las relaciones de pareja, como el trabajo, el sexo, los hijos, las finanzas y la toma de decisiones. Inicialmente, 12000 parejas voluntarias, incluidas 788 parejas de lesbianas, completaron los cuestionarios. De estas, 300 parejas en Seattle, San Francisco y Nueva York fueron seleccionadas para una entrevista más detallada. Los resultados se publicaron en 1983 como American Couples: Money, Work, Sex. Una de las conclusiones de Blumstein y Schwartz fue que las parejas de lesbianas en relaciones comprometidas tienen menos sexo que cualquier otro tipo de pareja (de las mencionadas en la encuesta: heterosexuales casadas, heterosexuales convivientes o hombres homosexuales) y que generalmente experimentan menos intimidad sexual a medida que la relación se prolonga.
Esto se basó en las respuestas a la pregunta: «¿Aproximadamente con qué frecuencia durante el último año tú y tu pareja han tenido relaciones sexuales?» Los resultados indicaron menos actividad sexual que sus contrapartes. Solo alrededor de un tercio de las lesbianas en relaciones de 2 años o más tenían sexo una vez por semana o más; el 47% de las lesbianas en relaciones a largo plazo tenían sexo una vez al mes o menos, y entre las parejas heterosexuales casadas, solo el 15% tenían sexo una vez por semana o menos. También informaron que las lesbianas parecían estar más limitadas en la variedad de sus técnicas sexuales que otras parejas, y que las parejas de lesbianas son menos sexuales como parejas y como individuos que las parejas de los otros grupos.

### Otros hallazgos y críticas
Un estudio de 1988 con más de 1500 lesbianas encontró que el 78% había sido célibe en algún momento; el 35% reportó haber sido célibe durante 1 a 5 años y el 6% reportó haber sido célibe durante más de 6 años.
En su reseña de American Couples en el The New York Times, Carol Tavris sugirió un posible sesgo en los resultados de la encuesta de Blumstein y Schwartz, ya que la mayoría de los encuestados eran típicamente blancos, acomodados, liberales y bien educados. La teórica del feminismo lésbico Marilyn Frye también criticó el estudio. Frye cuestionó la metodología del formato de la encuesta, considerando que la pregunta de la encuesta es demasiado ambigua cuando se aplica al comportamiento sexual de las parejas de lesbianas. Indicó que la comparación de la encuesta no es precisa porque el enfoque en la actividad sexual en ese entonces se centraba en si se insertaba un pene y, si «relaciones sexuales» se interpreta de manera demasiado estricta, esta ambigüedad podría explicar el hallazgo de una frecuencia estadísticamente baja de comportamiento sexual entre las parejas de lesbianas. Frye afirmó: «…Lo que el 85 por ciento de las parejas casadas a largo plazo hacen más de una vez al mes toma en promedio 8 minutos en realizarse… Lo que nosotras (lesbianas) hacemos, que en promedio hacemos con mucha menos frecuencia, toma, en promedio, considerablemente más de 8 minutos en realizarse. Tal vez unos 30 minutos como mínimo.»
Se espera que las parejas de lesbianas busquen sexo con menos frecuencia que las parejas heterosexuales o de hombres homosexuales. El académico Waguih William IsHak afirmó que, aunque la muerte del lecho lésbico carece de evidencia científica, los datos empíricos han sugerido «que las mujeres tienen menos deseo sexual que los hombres y son más sumisas en las interacciones sexuales».
Según la psicóloga y académica Letitia Anne Peplau, los estudios de investigación han mostrado que las mujeres muestran menos interés en el sexo en comparación con los hombres y «las lesbianas reportan tener sexo con menos frecuencia que los hombres homosexuales o los heterosexuales». En general, se encontró que las mujeres estaban «más dispuestas que los hombres a renunciar al sexo o adherirse a votos religiosos de celibato». Sin embargo, según Peplau, la «base de datos empírica disponible sobre homosexuales es relativamente pequeña»; además, «una comprensión adecuada de la sexualidad humana puede requerir análisis separados de la sexualidad en mujeres… basados en la biología y las experiencias de vida únicas» del sexo femenino, porque los investigadores han «ignorado actividades, como besos íntimos, caricias y contacto físico, que pueden ser especialmente importantes para la vida erótica de las mujeres». Los investigadores han argumentado que «se debe prestar más atención al impacto de las hormonas que pueden tener una relevancia especial para las mujeres» y que están «vinculadas tanto a la sexualidad como al vínculo afectivo».
Con respecto al comportamiento sexual general y la satisfacción sexual de las mujeres, el estudio de Masters y Johnson de 1979 sobre prácticas sexuales lésbicas concluyó que los comportamientos sexuales lésbicos a menudo tienen cualidades asociadas con la satisfacción sexual en comparación con sus contrapartes heterosexuales, enfocándose en un contacto sexual más completo en todo el cuerpo en lugar de un contacto centrado en los genitales, menos preocupación o ansiedad por alcanzar el orgasmo, más asertividad sexual y comunicación sobre las necesidades sexuales, encuentros sexuales más prolongados y mayor satisfacción con la calidad general de la vida sexual. La investigación de 2004 de Margaret Nichols encontró un comportamiento sexual ligeramente menor entre las lesbianas que entre las mujeres heterosexuales, pero que ambas eran sexualmente activas aproximadamente una vez por semana. Varios estudios han indicado que las lesbianas tienen orgasmos con más frecuencia y más facilidad en las interacciones sexuales que las mujeres heterosexuales, mientras que un estudio de 2009 en el Journal of Sex Research encontró que las mujeres en relaciones del mismo sexo disfrutaban de un deseo sexual, comunicación sexual, satisfacción sexual y satisfacción con el orgasmo idénticos a los de sus contrapartes heterosexuales. La investigación de 2014 de Blair y Pukall reportó que las mujeres en relaciones del mismo sexo tienen niveles similares de satisfacción sexual general que sus contrapartes heterosexuales, y niveles ligeramente más bajos de frecuencia sexual, pero también que las mujeres en relaciones del mismo sexo pasan cantidades de tiempo significativamente mayores en encuentros sexuales individuales, a menudo pasando más de dos horas en un encuentro individual.
Los investigadores Cohen y Byers afirmaron que la mayoría de las investigaciones sobre la muerte del lecho lésbico son antiguas (por más de 20 años) y que la pregunta de la encuesta «¿con qué frecuencia tienes sexo?» es falocéntrica y, por lo tanto, es poco probable que los encuestados incluyeran comportamientos como toques genitales, contacto oral-genital y actividades no genitales (como besos y contacto corporal completo) en sus respuestas. En su estudio de 2014 sobre el concepto, se incluyeron aproximadamente 600 mujeres en relaciones del mismo sexo a largo plazo. Tres cuartas partes habían participado en una o más actividades sexuales basadas en genitales al menos una vez por semana durante el último mes, y el 88% de las mujeres reportaron actividad sexual no genital diaria. Tanto las parejas heterosexuales como las parejas del mismo sexo femeninas tuvieron una disminución en la frecuencia de contacto genital, mientras que el contacto no genital no había disminuido. Las mujeres en relaciones del mismo sexo también reportaron estar sexualmente satisfechas.
Suzanne Iasenza describió el concepto de muerte del lecho lésbico como una «notoria disminución en la actividad sexual aproximadamente dos años después de iniciadas las relaciones lésbicas a largo plazo». Al revisar la literatura sobre el tema, argumentó que el concepto debería descartarse porque se basa en la teoría de la socialización de género, carece de claridad definicional y validez empírica, y porque todas las parejas a largo plazo experimentan una disminución en la frecuencia sexual a medida que pasan los años. También afirmó que una encuesta de 1995 de The Advocate sobre Sexualidad y Relaciones Lésbicas mostró que las mujeres lesbianas tenían un sexo más placentero que la mayoría de las mujeres estadounidenses, pero que estos datos no recibieron la misma atención que el estudio de Schwartz.

## Sociedad y cultura
Tras la encuesta de Blumstein y Schwartz, muchos libros y artículos de la década de 1980 escritos por profesionales lesbianas abordaron la sexualidad lésbica, por parte de profesionales de la salud reconocidas como Marny Hall, JoAnn Loulan, y Marge Nichols, que trataron sobre el deseo sexual inhibido, la falta de iniciación sexual y la baja autoestima sexual en relación con la sexualidad lésbica. Nichols afirmó que el impacto «de estos estudios en la percepción de las lesbianas, especialmente por parte de las propias lesbianas, fue enorme: en una palabra, las lesbianas llegaron a ser vistas como menos sexuales que otras mujeres». El término «muerte del lecho lésbico» estaba bien establecido a principios de la década de 1990 en la comunidad gay y lésbica, y fue objeto de bromas, consternación y un intenso debate. Nichols afirmó que las explicaciones para la muerte del lecho lésbico incluían el deseo sexual inhibido como resultado de la homofobia internalizada y «la idea de 'fusión' en las parejas lésbicas (Burch, 1987). El 'impulso de fusionarse' ya era más fuerte en las mujeres que en los hombres, por lo que dos mujeres en una relación resultarían en una conexión excesivamente cercana, una tan familiar que el sexo llegaría a parecerse al incesto, inhibiendo así su expresión».

### Críticas
Varios escritores han calificado la muerte del lecho lésbico como un mito. Nikki Dowling de The Frisky argumentó que la definición de actividad sexual en la década de 1980 se limitaba principalmente al sexo pene-vaginal, y que esto ha afectado la definición de sexo de las lesbianas, ya que algunas se preguntan si el sexo entre dos mujeres es un acto válido. Ella supuso que la muerte del lecho lésbico «probablemente persiste» debido a la lesbofobia. Winnie McCroy de The Village Voice afirmó: «Aunque la metodología y los resultados [de Schwartz] fueron posteriormente cuestionados, la idea de la muerte del lecho lésbico ha tomado vida propia, con resultados perjudiciales». Dowling también describió un efecto negativo generalizado del concepto, afirmando que numerosos sitios web comenzaron a aparecer afirmando que podían curar la muerte del lecho lésbico. McCroy argumentó que todas las parejas experimentan una disminución en la intensidad sexual después de las primeras etapas de una relación. La educadora sexual y autora Tristan Taormino afirmó que el sexo se vuelve monótono independientemente de la orientación sexual de la pareja. Suzanne Iasenza dijo: «Lean el trabajo del terapeuta sexual heterosexual David Schnarch si no creen que las parejas heterosexuales enfrentan problemas similares». La autora lésbica Felice Newman afirmó: «La muerte del lecho lésbico es el mayor perjuicio que jamás hicimos a nuestra comunidad. [...] Porque de hecho las estadísticas no varían tanto. Si eres heterosexual o gay, las relaciones a largo plazo pueden ser desafiantes en lo que respecta al sexo».

## Lecturas complementarias
- Bagshaw, Joanne (16 de febrero de 2016). «Why Do Lesbians Have More Orgasms Than Straight Women?». Psychology Today. (en inglés)
- «Atlanta therapist delves into 'lesbian bed death'». The Georgia Voice. 28 de mayo de 2010. (en inglés)
- Marin, Vanessa (20 de abril de 2016). «Is "Lesbian Bed Death" Real Or A Myth?». Bustle. (en inglés)
- O'Mara, Michele (LCSW, Ph.D.) (9 de abril de 2019). «Lesbian Bed Death Meaning and History». micheleomara.com. (en inglés)

- Datos: Q6530262